# 横浜市立斎藤分小学校
横浜市立斎藤分小学校（よこはましりつ さいとうぶんしょうがっこう）は、神奈川県横浜市神奈川区斎藤分町にある公立小学校。

## 概要
古くからの住宅街の中にあり、区内で一番全校児童が少なく、かつ狭い

## 沿革
- 1942年（昭和17年）1月31日 - 斎藤分国民学校開校
- 1947年 (昭和22年)4月30日 - 栗田谷小学校に統合廃校
- 1957年（昭和32年）10月 - 横浜市立二谷小学校 神橋小学校 斎藤分分校開校
- 1958年（昭和33年）4月1日 - 横浜市立斎藤分小学校開校
- 2007年（平成19年） - 全学年が、1学級になる
- 2014年（平成26年） - 1学年が、2学級になる

## 通学区域
- 横浜市神奈川区
  - 斎藤分町[1]
  - 中丸
  - 西神奈川三丁目
  - 二本榎27番32号から27番35号まで
  - 六角橋三丁目、四丁目4番から24番まで

## 進学先中学校
- 横浜市立六角橋中学校
- 横浜市立栗田谷中学校
- 横浜市立松本中学校

## 周辺の施設
- 神奈川大学横浜キャンパス
- 捜真女学校中学部・高等学部・捜真小学校
- 神奈川県立神奈川工業高等学校
- 神奈川県立神奈川総合高等学校

## 交通
- 東急東横線東白楽駅より徒歩10分
- 横浜市営バス（35系統、50系統および346系統）栗田谷バス停より徒歩5分

## 関係者

### 出身者
- 赤塚行雄（評論家）
- 深谷賢治（数学者）
- 鍋本凪々美（女優）
- 平岡佑己（お笑いタレント）